# Ivan Sulič
Ivan Sulič-Iztok, slovenski vojak v italijanski vojski, partizanski komandant, častnik Jugoslovanske ljudske armade in pisec partizanskih spominov, * 24. avgust 1920, Prvačina, † 23. maj 1969, Podnanos. 
Osnovno šolo je obiskoval v rojstnem kraju. Po končanem šolanju je opravljal različna priložnostna dela. Leta 1940 je odšel na služenje vojaškega roka na Sardinijo. Ko je bil januarja 1943 premeščen v Bologno, se je na poti odločil za pobeg domov in od tod v partizane. Postal je borec-mitraljezec v Južnoprimorskem bataljonu (bataljon je kasneje prerasel v brigado Simona Gregorčiča). Udeležil se je pohoda v Beneško slovenijo. Svoja partizanska doživetja do kapitulacije Italije je popisal v knjigi, ki je izšla po njegovi smrti Rafali za svobodo. (COBISS) Sulič se je kot borec izkazal s spretnostjo in pogumom. V Gradnikovi brigadi je kmalu napredoval in dosegel položaj brigadnega komisarja, namestnika komandanta brigade ter komandanta brigade (september 1944-januar 1945). Po osvoboditvi je ostal v vojaškem poklicu, dokončal srednjo šolo in Vojaška akademija JLA. Upokojen je kot komandant brigade. V Jugoslovanski ljudski armadi je dosegal čin polkovnika. Po upokojitvi je deloval v Teritorialni obrambi Republike Slovenije in bil načelnik štaba primorske cone. na službenem potovanju je doživel prometno nesrečo in umrl za posledicami poškodb. Na življenje v partizanih je pisal spomine, katere so po njegovi smrti zbrali in jih uredili v knjigo. Knjiga je bila leta 1972 nagrajena s Kajuhovo nagrado.